# Condado de Bowie
El condado de Bowie es uno de los 254 condados del estado estadounidense de Texas. Fue fundado en 1840, siendo su sede y ciudad principal Boston. El condado tiene un área de 2.390 km² (de los cuales 90 km² están cubiertos por agua) y una población de 89.306 habitantes, para una densidad de población de 39 hab/km² (según censo nacional de 2000).

## Demografía
Según el censo de 2000, había 89.306 personas, 33.058 cabezas de familia, y 23.438 familias residiendo en el condado. La densidad de población era de 101 habitantes por milla cuadrada.
La composición racial del condado era:
- 73,26% blancos
- 23,42% negros o negros americanos
- 0,58% nativos americanos
- 0,43% asiáticos
- 0,04% isleños
- 1,12% otras razas
- 1,15% de dos o más razas.

Había 33.058 cabezas de familia, de las cuales el 33,00% tenían menores de 18 años viviendo con ellas, el 52,00% eran parejas casadas viviendo juntas, el 15,00% eran mujeres cabeza de familia monoparental (sin cónyuge), y 29,10% no eran familias.
El tamaño promedio de una familia era de 3,00 miembros.
En el condado el 24,80% de la población tenía menos de 18 años, el 9,40% tenía de 18 a 24 años, el 29,60% tenía de 25 a 44, el 22,40% de 45 a 64, y el 13,80% eran mayores de 65 años. La edad promedio era de 36 años. Por cada 100 mujeres había 101,80 hombres. Por cada 100 mujeres mayores de 18 años había 101,00 hombres.

## Economía
Los ingresos medios de una cabeza de familia del condado eran de USD$33.001 y el ingreso medio familiar era de $41.108. Los hombres tenían unos ingresos medios de $31.883 frente a $21.439 de las mujeres. El ingreso per cápita del condado era de $17.357. El 13,80% de las familias y el 17,70% de la población estaban debajo de la línea de pobreza. Del total de gente en esta situación, 25,00% tenían menos de 18 y el 12,40% tenían 65 años o más.
- Portal:Texas. Contenido relacionado con Texas.